# Carlos I de Borbón
Carlos I de Borbón (?, 1401-Moulins, 4 de diciembre de 1456), era el hijo mayor de Juan I de Borbón y de María de Berry. Fue conde de Clermont en vida de su padre y después duque de Borbón y de Auvernia a su muerte. Debió gestionar los dominios de su padre después de que este fue hecho prisionero en la batalla de Azincourt. Estuvo descontento con el poder real y apoyó las revueltas de Luis XI de Francia. Fue, a la vez, bisabuelo del rey  Francisco I y tatarabuelo del emperador Carlos V. 

## Biografía
Nacido en 1401, hijo de Juan I de Borbón, conde de Clermont y duque de Borbón, y de María de Berry, duquesa de Auvernia y condesa de Montpensier. Fue conde de Clermont desde 1424, y duque de Borbón desde 1434 hasta su muerte, aunque debido al encarcelamiento de su padre después de la batalla de Azincourt, adquirió el control del ducado más de dieciocho años antes de la muerte de su padre.
A la edad de quince años, presidió el Consejo de Regencia, pero después de la caída de los Armagnac en 1418, tuvo que someterse a Juan I de Borgoña, cuya hija se casó con él. Fue nombrado gobernador de Languedoc en 1421, donde hizo algunas campañas contra el conde de Foix, después comandante general de Lyon en 1423. Condujo un convoy de ayuda hacia la ciudad de Orleans, que fracasó en la batalla de los Arenques. 
En 1434, se convirtió en gran chambelán de Francia. Después de la liberación de Orleans por Juana de Arco, luchó contra los ingleses, pero con escaso apoyo del rey Carlos VII de Francia, y se retiró a Moulins, en su ducado de Borbón. Logró convencer a su cuñado, Felipe III de Borgoña, de abandonar la alianza con los ingleses, para acercarse al rey de Francia. Representó a Carlos VII en el Tratado de Arrás (1435), que estableció la paz entre Armagnacs y Borgoñones.
Carlos sirvió con distinción en el ejército real durante la guerra de los Cien Años, manteniendo sin embargo, una tregua con su cuñado y enemigo, Felipe III de Borgoña, en 1440. Estuvo presente en la coronación de Carlos VII, donde cumplía las funciones de par y caballero nombrado. A pesar de este servicio, participó en la Praguería (1440), una revuelta de nobles franceses contra Carlos VII. Cuando la rebelión fue sofocada, se vio obligado a pedir clemencia al rey, y fue despojado de algunas de sus tierras.
Murió en 1456, en el castillo de Moulins. Fue enterrado en la iglesia del Priorato de Saint-Pierre-et-Saint-Paul de Souvigny. Su yacente es obra del escultor Jacques Morel.

## Matrimonio y descendencia
El 19 de julio de 1412, se casó primeramente con Ana de Dreux, tres años mayor que él, fallecida antes de 1415. El 17 de septiembre de 1425, se casó por segunda vez con Inés de Borgoña, hija de Juan I, duque de Borgoña y conde de Flandes. De esta unión nacieron:
- Juan de Borbón (1426-1488), conde de Clermont y duque de Borbón.[4]
- María de Borbón (1428-1448), casada en 1437 con Juan II de Lorena, duque de Calabria.
- Felipe de Borbón (1430-1453), lord de Beaujeu
- Carlos de Borbón (1433-1488), arzobispo de Lyon y cardenal.
- Isabel de Borbón (1436-1465), casada con Carlos I de Valois, duque de Borgoña.
- Luis de Borbón (1437-1482), príncipe-obispo de Lieja.[4]
- Margarita de Borbón (1438-1483), casada con Felipe de Bresse, duque de Saboya.
- Pedro de Borbón (1438-1503), señor de Beaujeu y conde de La Marche.[4]
- Catalina de Borbón (1440-1469), casada con Adolfo de Egmont, duque de Güeldres.
- Juana de Borbón (1443-1493), casada con Juan IV de Châlon-Arlay, príncipe de Orange.
- Jaime de Borbón (1445-1468), caballero de la Orden del Toisón de Oro.

También fue padre de varios hijos ilegítimos, entre los que destacan:
- Luis de Borbón (1450-1487), almirante de Francia, conde de Rosellón y de Ligny. Casado con Juana de Valois, señora de Mirebeau, hija natural legitimada de Luis XI.
- Reinaldo de Borbón († 1483), prior de Montverdun, obispo de Laon, abad de Saint-Sauveur, arzobispo de Narbona y rector del Condado Venaissin.
- Pedro de Borbón († 1490), señor de Le Bois-d'Oingt, castellano de Châteauneuf y de Billy, y protonotario del papa en 1488.